# Abdelkrim Boubker
Abdelkrim Boubker (* 1981) ist ein marokkanischer Marathonläufer.
2010 wurde er Zehnter beim Casablanca-Marathon.
2011 siegte er beim Leiden-Marathon und stellte beim Athen-Marathon mit seiner persönlichen Bestzeit von 2:11:40 h einen Streckenrekord auf.